# Sylvie Vermeillet
Sylvie Vermeillet, née le 10 juin 1967 à Salins-les-Bains (Jura), est une femme politique française, sénatrice du Jura depuis 2017 et vice-présidente du Sénat après le renouvellement sénatorial de 2023.

## Biographie

### Vie personnelle et formation
Née en 1967, elle est comptable de profession. En 2017, elle est faite chevalier de l'ordre national du Mérite.

### Politique locale
Sylvie Vermeillet est maire de la commune de Cernans de 1999 à 2015. Parallèlement à ce mandat, elle est présidente de l'Association des maires du Jura (AMJ) de 2006 à 2015.
Conseillère régionale de Franche-Comté de 2004 à 2015, elle succède en octobre 2009 à Jean-François Humbert à la présidence du groupe UMP. En mars 2010, elle devient vice-présidente du groupe UMP, Nouveau Centre et Divers droite au conseil régional. En juillet 2010, elle succède à Alain Joyandet à la présidence du groupe mais annonce quitter l'UMP en octobre 2010.
En mars 2015, elle est élue conseillère départementale du canton de Champagnole en tandem avec Clément Pernot. Elle est nommée 9e vice-présidente du conseil départemental du Jura, chargée des contractualisations et des politiques territoriales. En raison de la loi sur le non-cumul des mandats, elle quitte la vice-présidence en octobre 2017. En 2021, elle annonce son intention de ne pas se représenter aux élections départementales pour se consacrer à sa fonction nationale.
Lors des élections régionales de 2021, elle soutient la liste de Denis Thuriot (LREM) dont la tête de liste jurassienne, Delphine Gallois, est membre du Mouvement radical.

### Politique nationale
Candidate sans étiquette malheureuse lors du scrutin de 2011, Sylvie Vermeillet arrive en tête des élections sénatoriales de 2017 et est élue sénatrice du Jura le 24 septembre 2017. Elle rejoint le groupe parlementaire UDI-UC au Sénat, renommé groupe Union centriste, largement élargi à l'issue de ce scrutin.
Elle adhère au Mouvement radical à sa création en décembre 2017 qui devient le Parti radical en 2021. De par cet engagement, Sylvie Vermeillet s'inscrit dans la tradition des élus jurassiens ayant adhéré au courant radical valoisien, antérieurement représenté par le sénateur jurassien Edgar Faure. Gaston Monnerville, successivement ancien président du Conseil de la République puis du Sénat, représente également ce parti et participe à la mise en place d'une forte tradition centriste au sein de la Haute assemblée.
Nommée vice-présidente de la commission des finances du Sénat lors du renouvellement sénatorial de 2020, elle est également désignée rapporteure de la commission d'enquête pour l'évaluation des politiques publiques face aux grandes pandémies à la lumière de la crise sanitaire de la covid-19 et de sa gestion. Le 15 septembre 2020, au cours de l'audition de Didier Raoult par les sénateurs, la sénatrice du Jura, atteinte par la Covid-19 en mars 2020, considère que ce dernier avait été « le premier à nous donner de l’espoir ».
Candidate à sa réélection au Sénat en vue du renouvellement sénatorial de 2023, elle est réélue dès le premier tour avec plus de 57% des suffrages. Le 3 octobre 2023, elle est désignée vice-présidente du Sénat pour trois ans.

## Détail des mandats et fonctions

### Mandats et fonctions locaux
Actuellement :
- Co-présidente du Comité de massif du Jura et président de sa commission permanente
- Membre de la Commission départementale de la coopération intercommunale
- Membre de la Commission départementale de répartition des crédits de la dotation d'équipement des territoires ruraux

Anciennement :
- Maire de Cernans (1999-2015)
- Conseillère régionale de Franche-Comté (2004-2015)
- Conseillère départementale du Jura (2015-2021), vice-présidente (2015-2017)

### Mandats et fonctions nationaux
Au Sénat :
- Vice-présidente (2023-2026)

- Vice-présidente de la commission des finances (2020-2023)
- Membre de la délégation sénatoriale à la prospective
- Membre du groupe d'études sénatorial Métiers d'art

Autres :
- Membre du Conseil d'orientation des retraites